# Каравелово (Ямбольська область)
Караве́лово (болг. Каравелово) — село в Ямбольській області Болгарії. Входить до складу общини Тунджа.

## Населення
За даними перепису населення 2011 року у селі проживали 339 осіб.
Національний склад населення села:
| Національність   | Кількість осіб | Відсоток |
| ---------------- | -------------- | -------- |
| болгари          | 287            | 85,9%    |
| цигани           | 38             | 11,4%    |
| турки            | 0              | 0%       |
| інша             | 9              | 2,7%     |
| не визначились   | 0              | 0%       |
| Всього відповіли | 334            |          |

Розподіл населення за віком у 2011 році:
Динаміка населення: